# Storyboarder
Storyboarder は Wonder Unit の開発するオープンソースのストーリーボード作成およびアニマティック生成ツールである。
ストーリーボードの作成には2Dペイントだけでなく、3D の Shot Generator 機能も使用することができる。2Dペイントでは Adobe製ペイントソフトウェアの Photoshop との連携に対応しており、ストーリーボードの絵を Photoshop で編集することも可能となっている。また、Shot Generator では手動によるショット構築だけでなく自然言語によるショット構築も可能なほか、バーチャル・リアリティ（VR）によるシーン調査も可能となっている。
作成したストーリーボードは各種動画編集ソフトウェア（Premiere Pro、Final Cut、Avid）へのエクスポートや、PDF形式、アニメーションGIF形式などでの出力が可能となっている。